# Komtur
Komtur (ursprungligen av lat. commendare, anförtro) är idag en styresman för ett Komturi, alltså en underavdelning av en ordensprovins, särskilt i Tyska Orden. Inom Johanniterorden kallas ledaren för Kommendator och avdelningen för Kommenderi.

## Historik

### Ursprung
Begreppet kommer från den kanoniska rätten: "In commendam" betydde ursprungligen att inkomsten från en församling eller ett kloster ges till någon provisoriskt, exempelvis på grund av att klostret är obebott eller saknar abbot. Termen användes redan under påven Ambrosius av Milano på 300-talet. Gregorius den Store gav sådana klosterinkomster till biskopar som fördrivits från sina biskopsdömen. 

### Inom riddarordnarna
I riddarordnarna betecknade komtur ursprungligen en riddare som förvaltade ordens gods så att riddarna och andra fick sina ståndsmässiga omkostnader täckta. Det var stadgat att endast nödvändiga kostnader skulle täckas, men kontrollen var begränsad. Ofta blev riddare som tjänstgjort under lång tid komturer, men i vissa fall kunde komturierna ärvas. Inom Tyska Orden bildade flera komturier bildade en provins (ballei) som leddes av en landkomtur (commendator provincialis). 